# Heinrich Bechhold

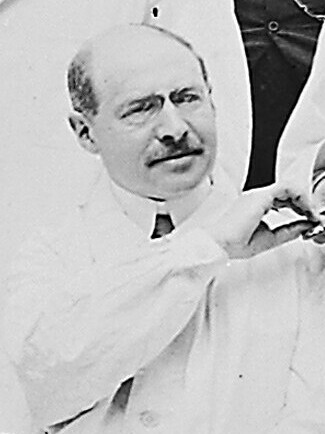
Heinrich Bechhold (aus einem Gruppenfoto des Ehrlich-Teams)

Jacob Heinrich Bechhold (geboren 13. November 1866 in Frankfurt am Main; gestorben 18. Februar 1937 ebenda) war ein deutscher Chemiker, bekannt für Arbeiten zur Kolloidchemie in der Medizin.

## Leben
Bechholds Eltern waren der Frankfurter Buchhändler und Verleger Heinrich Hirsch Bechhold (1829–1909), der 1859 einer der Mitbegründer des Freien Deutschen Hochstifts gewesen war, und dessen Ehefrau Fanny geb. Haymann. 1885 legte Bechhold seine Reifeprüfung in der Wöhlerschule ab.
Nach dem Besuch des Realgymnasiums studierte Jacob Heinrich Bechhold in Freiburg, Straßburg, Berlin und Heidelberg Medizin, Physik und Chemie. 1889 promovierte er in Berlin mit einem Beitrag zur Kenntnis der Amidophenole. Danach bereiste er Lappland, Italien, Nordafrika und Spanien.
Ab 1896 war er als Publizist tätig. Er gründete 1897 die Wochenzeitschrift Die Umschau in Wissenschaft und Technik, die er bis zu seinem Tod leitete. Sie erschien erstmals am 21. Januar 1897 mit dem Untertitel „Übersicht über die Fortschritte und Bewegungen auf dem Gesamtgebiet der Wissenschaften, Technik, Literatur und Kunst“ im Verlag, den sein Vater gegründet hatte (H. Bechhold Verlagsbuchhandlung). Er verfasste hunderte wissenschaftliche Artikel für Die Umschau und redigierte tausende Beiträge anderer. 1927 wurde der Verlag von der Brönner’schen Druckerei übernommen, der sich später in „Umschau-Verlag“ umbenennen sollte. Die Zeitschrift erschien bis 1986.

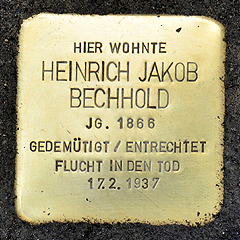
Stolperstein für Heinrich Bechhold in Niederrad

Ab 1903 war Bechhold Mitglied des Instituts für experimentelle Therapie von Paul Ehrlich und wurde dort 1910 Professor und Leiter des biochemischen Labors. 1911 stiftete sein Schwiegervater Theodor Neubürger ein Institut für Kolloidforschung, dessen Direktor Bechhold wurde. Während des Ersten Weltkriegs stellte er verschiedene Impfstoffe, etwa gegen Typhus und Cholera her.
Im Jahre 1916 habilitierte er sich in Frankfurt in medizinischer physikalischer Chemie und war als nichtbeamteter außerordentlicher Professor tätig. Im Deutschen Reich wurde 1935 seine Lehrbefugnis aufgrund seiner jüdischen Herkunft (er selbst war konfessionslos) für „erloschen“ erklärt.
Am 18. Februar 1937 starb Heinrich Bechhold im Alter von 70 Jahren im Krankenhaus der Israelitischen Gemeinde Frankfurt in der Gagernstraße. Er hatte keine Nachkommen und hinterließ nur seine Ehefrau Maria Johanna geb. Neubürger (1868–1949), mit der er seit 1896 verheiratet gewesen war. Die Witwe verließ nach den Novemberpogromen 1938 Deutschland und starb Ende der 1940er Jahre in der Schweiz.
Vor seinem ehemaligen Wohnhaus Niederräder Landstraße 26 (heute 46–48) erinnert ein Stolperstein in Frankfurt-Niederrad an ihn.

## Umstrittener Suizid
Einigen Publikationen zufolge beging Bechhold Suizid. Auch auf dem für ihn verlegten Stolperstein wird „Flucht in den Tod“ als Todesursache angegeben, jedoch fehlt auf der zugehörigen Website der Stadt Frankfurt hierfür eine Quellenangabe. Ein Suizid Bechholds ist umstritten, und es gibt vermutlich keine Quelle (mehr), die dies belegt. In zahlreichen Veröffentlichungen mit biografischen Hinweisen wird kein Suizid genannt, darunter Die Juden der Frankfurter Universität von Heuer/Wolf, Die Geschichte der Frankfurter Juden seit der Französischen Revolution (Bd. 3) von Arnsberg, Kurzbiografie zur Geschichte der Juden 1918–1945 von Joseph Wald, Neue Deutsche Biografie von Rolf Jäger und Die Umschau (1937, Heft 9).
Dagegen findet sich in der Bescheinigung über die ärztliche Leichenschau vom 18. Februar 1937 im Gagernkrankenhaus in Frankfurt der Hinweis: „Todesursache Sepsis“. Auch in der Rektoratsakte und der Personalhauptakte der Universität Frankfurt ist kein Suizid vermerkt. Einen Hinweis auf „Freitod“ gibt es nur in der Frankfurter Biografie (Erster Band, 1994) – allerdings ohne eine einzige Quellenangabe – und in Die Vertreibung von Wissenschaftlern aus den deutschen Universitäten 1933–1945 von Michael Grüttner und Sven Kinas. In diesem Werk werden als Quellen die beiden o. a. Universitätsakten genannt, die keinen Hinweis liefern, sowie ein Hefter mit dem Titel „Institut für Kolloidforschung (1921–1970)“ aus dem Frankfurter Institut zur Geschichte der Medizin, der allerdings nicht mehr auffindbar ist.

## Wissenschaftliche Arbeit
1907 erfand Bechhold die Ultrafiltration und 1925 die Elektro-Ultrafiltration. Er erfand auch keimsichere Filter (1926) und ein Desinfektionsverfahren über Adsorption. 1931 veröffentlichte er eine Arbeit darüber, wie die Größe von Viren mittels Zentrifugieren bestimmt werden konnte. Er hatte viele Schüler, die in aller Welt vergleichbare Institute gründeten, während sein Institut in Deutschland lange das einzige derartige Institut (Kolloidforschung in der Medizin) blieb. 1899 zeigte er, dass Fettabfälle durch Mikroorganismen in Kläranlagen abgebaut werden.

## Ehrungen und Mitgliedschaften
1930 erhielt Heinrich Bechhold den Laura-R.-Leonard-Preis der Kolloid-Gesellschaft. Im Jahr 1932 wurde er zum Mitglied der Leopoldina gewählt. Er war korrespondierendes Mitglied der Akademie der Wissenschaften im spanischen Saragossa.

## Werke (Auswahl)
- Beiträge zur Kenntnis der Amidophenole. Buchdruckerei von Max Bading, Berlin 1889 (Dissertation).
- Die Kolloide in Biologie und Medizin. Steinkopff, Dresden 1912, 5. Auflage 1929 (das Buch wurde auch ins Englische übersetzt) (Digitalisat der 2. Auflage 1919).
- Hrsg.: Handlexikon der Naturwissenschaften und Medizin. Bechhold, Frankfurt 1894 (in einem Band), Frankfurt 1919, 1923 (in zwei Bänden).
- Über die Hämolyse durch Quecksilber und Quecksilberverbindungen. Fischer, Jena 1920 (Arbeiten aus dem Institut für Experimentelle Therapie und dem Georg-Speyer-Hause zu Frankfurt a. M.; 11).

- (Hrsg.): Einführung in die Lehre von den Kolloiden. Steinkopff, Dresden 1934 (Kolloidkurse des Instituts für Kolloidforschung zu Frankfurt a. M.; 1).